# Lie to Me (Mikolas Josef)
"Lie to Me" is een lied geschreven en uitgevoerd door de Tsjechische zanger Mikolas Josef. Het nummer werd op 19 november 2017 in eigen beheer uitgebracht als digitale download. Het nummer vertegenwoordigde Tsjechië op het Eurovisie Songfestival 2018, waar het zich kwalificeerde voor de finale en als zesde eindigde. Daarmee is het de beste Tsjechische inzending op het festival. Mikolas scoorde een top 3 notering in de Tsjechische singlelijst, een top 20 in Oostenrijk, en een top 40 in Zweden, Duitsland en Spanje.